# Teddy Schaank
Tietje (Teddy) Schaank (Groningen, 10 juni 1921 – Amsterdam, 9 maart 1988) was een Nederlands actrice.

## Familie
Ze was dochter van Anje Danhof en Hindrik Egbert Schaank. Ze was tussen 1947 en 1949 (echtscheiding) gehuwd met de acteur Leo de Hartogh, dochter uit dat huwelijk was actrice Linda van Dyck. Na de scheiding trouwde ze met de Amerikaanse filmregisseur Montgomery Peterson Ford (ze speelde in een aantal van zijn films). Na wederom een echtscheiding hertrouwde ze in 1956 met met acteur Ko van Dijk jr., dat ook in een scheiding eindigde. Voor en tijdens de Tweede Wereldoorlog was ze de minnares van Willy Derby.

## Toneel
Ze vertrok van Groningen naar Amsterdam om er balletles te nemen onder meer bij Frans Muriloff. Ze kon vervolgens aan de slag als variétédanseres Vanuit de revues ging ze aan de slag bij operettegezelschappen in Rotterdam. In Den Haag kreeg ze acteurslessen van Paul Steenbergen; ze speelde er tevens in het Residentie Toneel. Daarna volgde een carrière op de planken, films, televisie en vrije producties.

Schaank overleed op 66-jarige leeftijd na vijf jaar en diverse ziekenhuisopnamen aan beenmergkanker/botkanker in het Amsterdams Medisch Centrum. Ze had het voor de buitenwereld verborgen gehouden; ze hield daarvoor de schijn op van een slechte heup als gevolg van een ongeluk in 1969; herstel duurde toen drie jaar. Teddy Schaank werd begraven op de begraafplaats Westerveld in Driehuis.

## Film
- 1958 - Jenny (van Willy van Hemert)
- 1962 - Kermis in de regen (van Kees Brusse)
- 1966 - 10.32 (van Arthur Dreifuss) - als verkoopster
- 1977 - De Peetmoeder (van Tom Manders junior) - als Dolores Mandera
- 1977 - Een stille liefde (van René van Nie)
- 1984 - De Schorpioen - als Anna's moeder

## Televisie
- 1955 - Secret files, U.S.A.
- 1959 - Pension Hommeles - als verpleegster
- 1961 - Het grote mes
- 1961 - Gevaarlijk tussenspel
- 1962 - De komiek
- 1962 - Meneer Sampson
- 1963 - Met 24 pk door Europa
- 1971/1975 - Swiebertje - als Cornelia Bromsnor
- 1973 - Waaldrecht
- 1976-1979 Pommetje Horlepiep - als huishoudster Hanna
- 1983 - De Weg - als mevrouw de Groot
- 1986 - Dossier Verhulst - als tante Sien Willems